# Dubinné
Dubinné este o comună slovacă, aflată în districtul Bardejov din regiunea Prešov. Localitatea se află la altitudinea de 216 m deasupra n.m., se întinde pe o suprafață de 7,08 km2 și în 2017 număra 356 de locuitori. Se învecinează cu comuna Kurima.

## Istoric
Localitatea Dubinné este atestată documentar din 1327.

## Demografie
| An:                | 1994 | 2004   | 2014    | 2024   |
| ------------------ | ---- | ------ | ------- | ------ |
| Număr de persoane: | 349  | 328    | 365     | 333    |
| Diferență:         |      | −6,01% | +11,28% | −8,76% |

| An:                | 2023 | 2024   |
| ------------------ | ---- | ------ |
| Număr de persoane: | 331  | 333    |
| Diferență:         |      | +0,60% |